# Eiphosoma anchon
Eiphosoma anchon là một loài tò vò trong họ Ichneumonidae.